# Дерево Туле

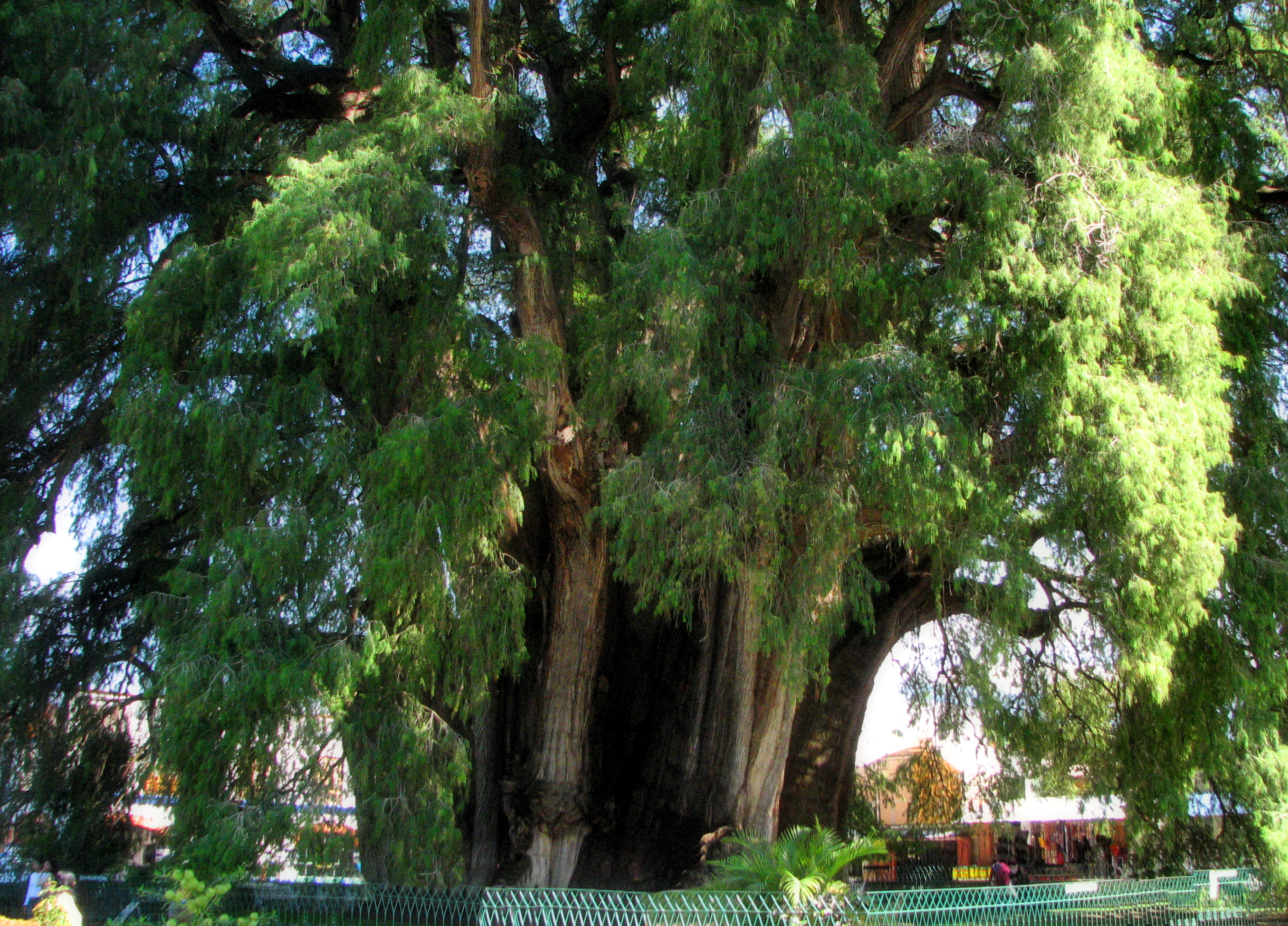

17°02′47″ пн. ш. 96°38′10″ зх. д. / 17.0465° пн. ш. 96.636111° зх. д.
Дерево Туле (ісп. Árbol del Tule, науат. ahuehuete — «старий чоловік з води») — екземпляр таксодіума мексиканського (Taxodium huegelii, syn. Taxodium mucronatum), що росте на площі поруч з церквою у місті Санта-Марія-дель-Туле (штат Оахака, Мексика). Дерево відоме тим, що має найтовстіший стовбур серед усіх дерев у світі. У 2001 році включено в Список всесвітньої спадщини ЮНЕСКО.

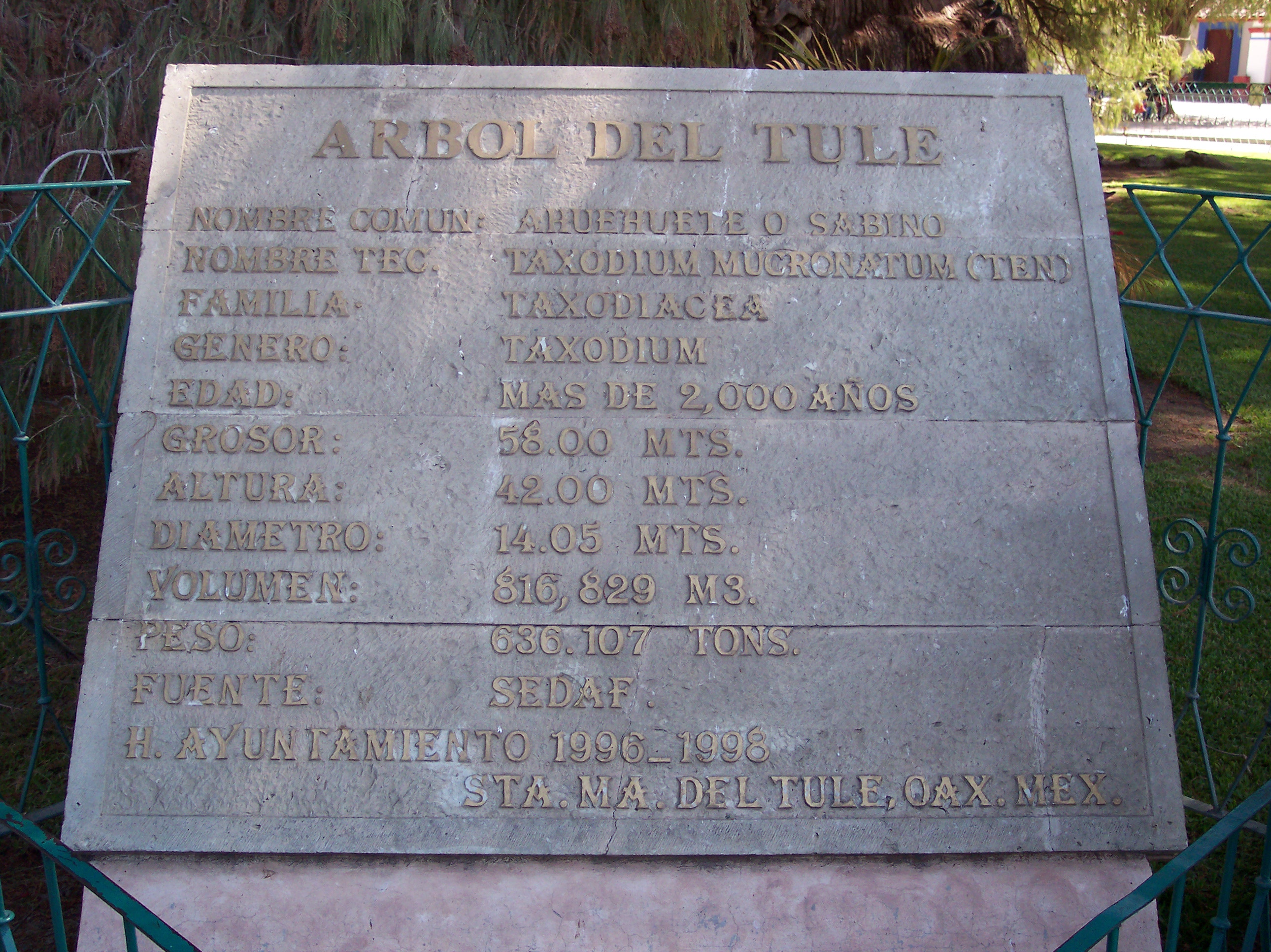
Табличка з основними відомостями, встановлена поряд з деревом

У 2005 році його стовбур, згідно з вимірюваннями, мав обвід приблизно 36,2 метра (119 футів) і діаметр 11,62 метра (38,1 фута), що дещо більше порівняно з даними вимірювань 1982 року. Висоту дерева дуже важко виміряти через широку крону, але вважається, що вона становить 35,4 метра (116 футів), ставши за останні десятиліття дещо нижчою.
Спочатку, зважаючи на товщину дерева, вважалося, що це кілька різних зрощених дерев, але потім тести ДНК підтвердили факт, що все-таки це одне дерево ; тим не менш, гіпотезу про кілька стовбурів одного дерева це відкриття не виключає. Вік дерева невідомий і становить, за різними оцінками, від 1200 до 3000 років, а за однією з гіпотез — близько 6000 років; найчастіше вік вказується як 1433—1600 років. Згідно з сапотекською легендою, дерево посадив приблизно 1400 років тому жрець Еекатль, бог вітру, що в цілому узгоджується з уявленнями істориків, оскільки дерево росте на колишньому священному місці індіанців, що відійшло потім до католицької церкви. Дерево має неофіційне прізвисько «древо життя» через зображення різних тварин, які нібито можна розрізнити на його стовбурі. У 1990 році припустили, що дерево повільно вмирає через брак води, забруднення довкілля та збільшення транспортного потоку поряд з деревом.
Уряд Мексики оголосив дерево Туле пам'яткою природи.